# الجهاز المركزي للإحصاء الفلسطيني
الجهاز المركزي للإحصاء الفلسطيني هو المؤسسة الإحصائية الرسمية لدولة فلسطين. تأسس كمكتب إحصائي مستقل عام 1993. تتمثل مهمته الرئيسية في توفير أرقام إحصائية مؤثوقة على الصعيدين الوطني والدولي، فهو يقدم خدماته للقطاعات الحكومية وغير الحكومية والخاصة، بالإضافة إلى الجامعات والمؤسسات البحثية.

## الأنشطة
قام الجهاز منذ تأسيسه بتطوير وتعزيز النظام الإحصائي الفلسطيني من خلال تقديم إحصاءات رسمية دقيقة حول الأوضاع والاتجاهات الديموغرافية والاجتماعية والاقتصادية والبيئية لخدمة المجتمع الفلسطيني. وتوعية الرأي العام، وإصدار كتاب إحصائي سنوي عن فلسطين والقدس.
يُجري الجهاز تعداداً عاماً للسكان والمساكن كل عشر سنوات. وقد أجرى أول تعداد له عام 1997 في الضفة الغربية وقطاع غزة، باستثناء القدس الشرقية التي منعه الاحتلال من العمل فيها. وأيضاً أجري التعداد الثاني عام 2007 ولاحقاً التعداد الثالث عام 2017، شملت الضفة الغربية وقطاع غزة وبعض مناطق القدس الشرقية.

## المكاتب
يقع المقر الرئيسي للجهاز المركزي للإحصاء الفلسطيني في مدينة رام الله، يتفرع عنه مكاتب في مراكز محافظات الضفة الغربية وغزة.

## الرؤساء المتعاقبون
- د. حسن أبو لبدة، المؤسس والرئيس الأول للجهاز المركزي للإحصاء الفلسطيني (1993-2005).
- د. لؤي عبد الحافظ عبد الودود شبانة، الرئيس الثاني للجهاز المركزي للإحصاء الفلسطيني (2005-2009).
- د. علا عوض، الرئيس الثالث للجهاز المركزي للإحصاء الفلسطيني (2009- حتى الآن).[6]

## ذاكرة الجهاز
- في تشرين الأول/أكتوبر 2001، اقتحم جيش الاحتلال الإسرائيلي مقر الجهاز، صادر جنوده محركات الأقراص الصلبة وخربوا عددا من المكاتب.[7]